# 稲垣智彦
稲垣 智彦（いながき ともひこ、1985年8月1日 - ）は東京都出身のレーシングドライバー。

## 略歴
- 身長173cm、体重58kg、血液型はRH+O型。
- 武蔵工業大学付属中学校・高等学校卒。在学中よりレーシングドライバー・自動車評論家の中谷明彦氏が主催するドライビング理論研究会"中谷塾"を史上最年少で受講。

- 2005年に受講した"フォーミュラトヨタ・レーシングスクール（FTRS）"でスカラシップを獲得し、翌年度に初開催となった若手レーサーの登竜門"フォーミュラチャレンジ・ジャパン"にてレースデビューを飾る。

- 2009年以降はキッズカートスクール講師や自動車メーカーイベントでのレーシングタクシー、インストラクター、ショーファーカードライバー等、自動車関係全般に関わる。

- 2012年1月9日～11日にかけて放送されたテレビ東京系おはスタ645にレーシングカートの先生として出演し、吉本興業のお笑いタレントであるハリセンボンの近藤春菜、箕輪はるか、しずるの池田一真、村上純、声優の小川真奈と共演した。

## レース戦績
- 2003年
  - ドライビングテクノロジー中谷塾 受講
  - カートレースデビュー
- 2004年
  - 一時、単身渡英
- 2005年
  - フォーミュランド・ラー飯能 カートレースシリーズ（優勝1回、シリーズ3位）
  - フォーミュラトヨタ・レーシングスクール受講（スカラシップ獲得）
- 2006年
  - フォーミュラチャレンジ・ジャパン参戦（TOM'S SPIRIT #24 FTRS 中谷塾 FCJ / FC106）

　　　　　（10戦中8戦に出場、予選最高位8位、決勝最高位9位、シリーズ23位）
- 2007年
  - フォーミュラ・トヨタ参戦（Field Motorsports #3 3103 bp Field FT / FT30）

　　　　　（7戦中3戦に出場、予選最高位5位、決勝最高位7位、シリーズ13位）
- 2008年
  - フォーミュラ・ルノー上海国際サーキット テスト走行（MARCH 3 RACING）
  - メディア対抗ロードスター4時間耐久レース（#111 XaCAR 城市一族 ロードスター / NCEC）
  - フォーミュランド・ラー飯能キッズカートスクール講師
- 2009年
  - フォーミュランド・ラー飯能キッズカートスクール講師
  - 中井インターサーキットキッズカートスクール講師
- 2011年
  - フォーミュランド・ラー飯能キッズカートスクール講師
  - 中井インターサーキットキッズカートスクール講師
  - 東京モータースポーツカレッジプレミアムこどもレーシングスクール講師
- 2012年
  - 東京モータースポーツカレッジプレミアムこどもレーシングスクール講師